# Fantômes dans la rue
Fantômes dans la rue est une nouvelle écrite de 48 pages par Jean-Marie Gustave Le Clézio et édité par Elle en 2000.

## Résumé rapide
On passe à côté d'eux, souvent sans leur jeter un regard. Sans leur donner même quelques poussières de temps. On en trouve de toutes sorte dans la rue de ces fantômes : exclus, fugueuses, errants dans domicile, immigrés sans racines, on les rencontre sans les voir, saisis par l'il lucide de l'auteur qui les observe jusqu'à fouailler leur âme blessée.